# 제2대 리턴 백작 빅터 불워리턴

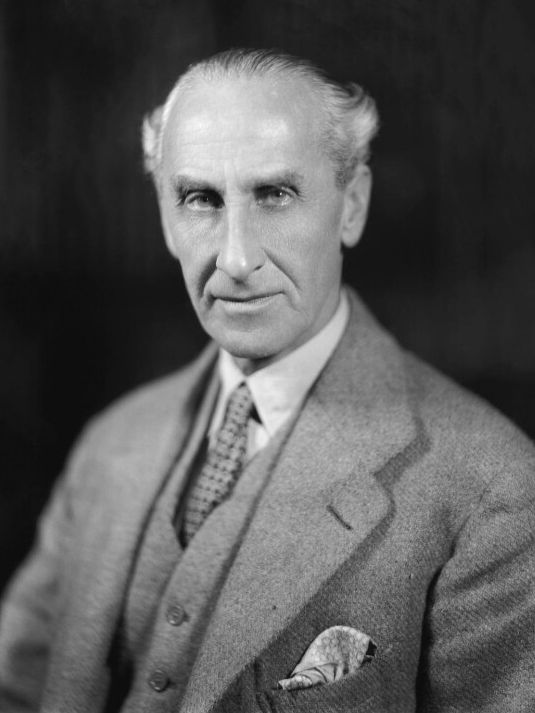
리턴 경

제2대 리턴 백작 빅터 알렉산더 조지 로버트 불워리턴(영어: Victor Alexander George Robert Bulwer-Lytton, 2nd Earl of Lytton, 1876년 8월 9일 ~ 1947년 10월 25일)은 영국의 정치가이다.
인도 태생으로 케임브리지 대학교 학사 학위하였다. 그는 1916년 이후 해군 차관, 프랑스 주재 선전 위원장, 인도 사무 차관, 뱅골 주지사를 역임하였다. 1932년 국제 연맹 군사단장으로서 리튼 조사단을 구성하여 중국과 일본을 시찰하고, 리튼 보고서를 작성하여 국제 연맹에 제출하였다.